# Малік Тшау
Малік Лай Тшау (фін. Malick Laye Thiaw, нар. 8 серпня 2001, Дюссельдорф, Німеччина) — німецький футболіст, центральний захисник клубу «Мілан».

## Ігрова кар'єра

### Клубна
Малік Тшау народився у місті Дюссельдорф і першою його командою на юнацькому рівні була місцева «Фортуна». Пізніше Малік пройшов через футбольні школи таких клубів, як «Баєр 04», менхенгладбахська «Боруссія» та «Шальке 04». Саме з останнім клубом Тшау і підписав свій перший професійний контракт. І в березні 2020 року Малік дебютував у основі «Шальке 04». Влітку того ж року клуб продовжив контракт із гравцем до 2024 року. 30 жовтня Тшау вперше відзначився забитим голом на професійному рівні.

### Збірна
Малік Тшау народився у Німеччині але також має і фінське громадянство. Влітку 2017 року він отримав виклик на матчі юнацької збірної Фінляндії (U-17), але на поле тоді він так і не вийшов.
У березні 2021 року Тшау викликали до складу молодіжної збірної Німеччини на матчі молодіжного чемпіонату Європи.

## Особисте життя
Малік Тшау народився у спортивній родині. Його батько є футбольним воротарем з Сенегалу, а мати — фінська легкоатлетка.

## Статистика

### Клубна статистика
Станом на 25 травня 2024 року
| Сезон                 | Команда               | Чемпіонат             | Чемпіонат | Чемпіонат | Національний кубок | Національний кубок | Національний кубок | Континентальні кубки | Континентальні кубки | Континентальні кубки | Інші змагання | Інші змагання | Інші змагання | Загалом | Загалом | Загалом |
| Сезон                 | Команда               | Ліга                  | Ігор      | Голів     | Ліга               | Ігор               | Голів              | Ліга                 | Ігор                 | Голів                | Ліга          | Ігор          | Голів         | Ігор    | Голів   |         |
| --------------------- | --------------------- | --------------------- | --------- | --------- | ------------------ | ------------------ | ------------------ | -------------------- | -------------------- | -------------------- | ------------- | ------------- | ------------- | ------- | ------- | ------- |
| 2019–20               | «Шальке 04»           | БЛ                    | 4         | 0         | КН                 | 0                  | 0                  | -                    | -                    | -                    | -             | -             | -             | 4       | 0       |         |
| 2020–21               | «Шальке 04»           | БЛ                    | 19        | 1         | КН                 | 3                  | 0                  | -                    | -                    | -                    | -             | -             | -             | 22      | 1       |         |
| 2021–22               | «Шальке 04»           | ДБЛ                   | 31        | 2         | КН                 | 1                  | 0                  | -                    | -                    | -                    | -             | -             | -             | 32      | 2       |         |
| 2022–23               | «Шальке 04»           | БЛ                    | 3         | 0         | КН                 | 0                  | 0                  | -                    | -                    | -                    | -             | -             | -             | 3       | 0       |         |
| Усього за «Шальке 04» | Усього за «Шальке 04» | Усього за «Шальке 04» | 57        | 3         |                    | 4                  | 0                  |                      | -                    | -                    |               | -             | -             | 61      | 3       |         |
| 2022–23               | «Мілан»               | A                     | 20        | 0         | КІ                 | 0                  | 0                  | ЛЧ                   | 4                    | 0                    | СІ            | 0             | 0             | 24      | 0       |         |
| 2023–24               | «Мілан»               | A                     | 21        | 0         | КІ                 | 0                  | 0                  | ЛЧ+ЛЄ                | 5+4                  | 0                    | -             | -             | -             | 30      | 0       |         |
| Усього за «Мілан»     | Усього за «Мілан»     | Усього за «Мілан»     | 41        | 0         |                    | 0                  | 0                  |                      | 13                   | 0                    |               | 0             | 0             | 54      | 0       |         |
| Усього за кар'єру     | Усього за кар'єру     | Усього за кар'єру     | 98        | 3         |                    | 4                  | 0                  |                      | 13                   | 0                    |               | 0             | 0             | 115     | 3       |         |

## Титули і досягнення
- Володар Суперкубка Італії (1):

«Мілан»: 2024
- Чемпіон Європи (U-21): 2021